# Aire d'attraction de Chaumont
L'aire d'attraction de Chaumont est un zonage d'étude défini par l'Insee pour caractériser l’influence de la commune de Chaumont sur les communes environnantes. Publiée en octobre 2020, elle se substitue à l'aire urbaine de Chaumont, qui comportait 65 communes dans le zonage de 2010.

## Définition
L'aire d'attraction d'une ville est composée d’un pôle, défini à partir de critères de population et d’emploi ainsi que d’une couronne constituée des communes dont au moins 15 % des actifs travaillent dans le pôle. Le pôle d’attraction constitue ainsi un point de convergence des déplacements domicile-travail,.

## Géographie
L’aire d'attraction de Chaumont est une aire inter-régionale qui comporte 112 communes : 110 situées dans la Haute-Marne et 2 dans la Côte-d'Or (Les Goulles et Lignerolles). 

### Carte

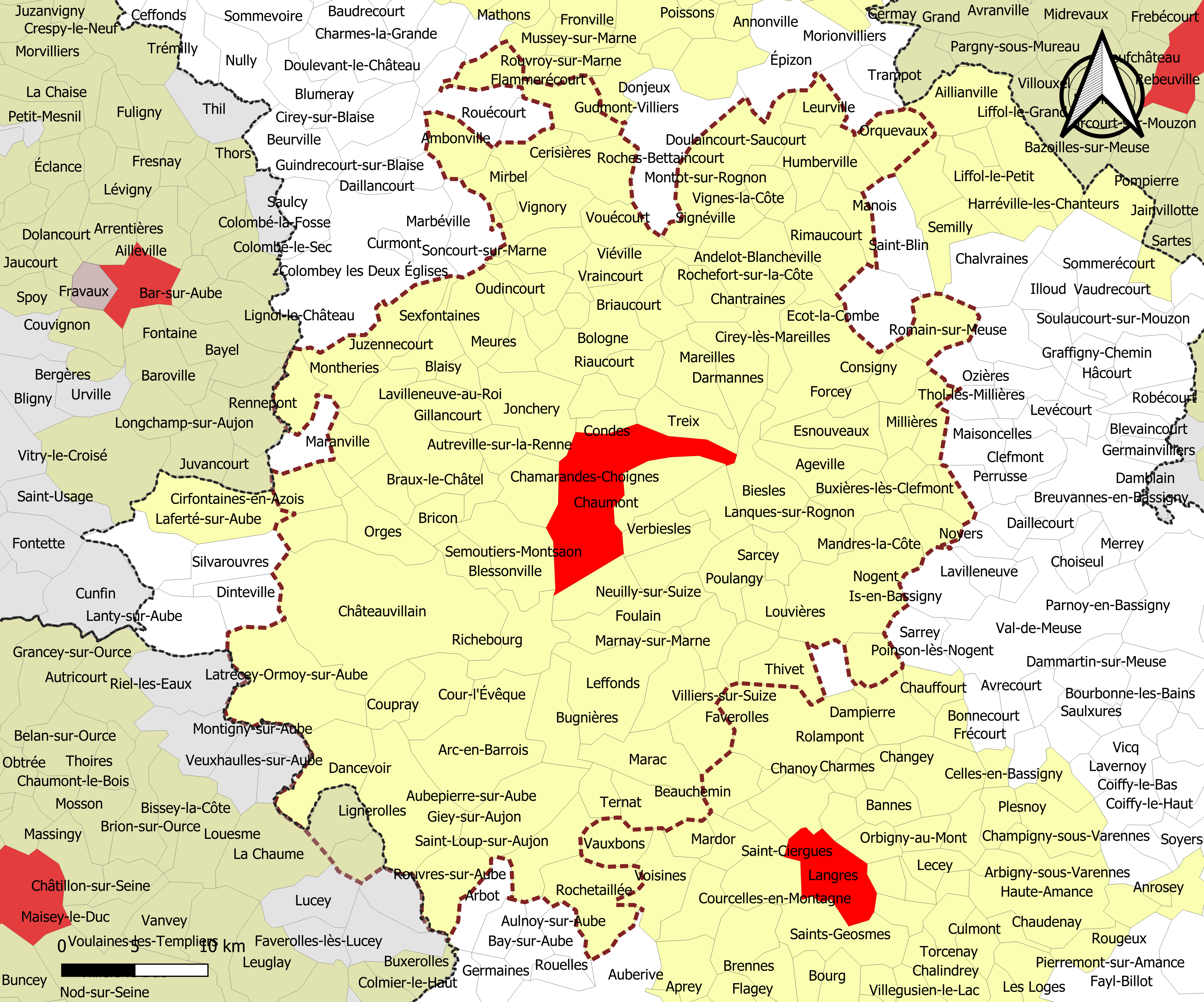
Carte de l'aire d'attraction de Chaumont.
Commune-centre
Commune de la couronne

### Composition communale
| Catégorie               | Département | Communes | Communes |
| Catégorie               | Département | Nombre   | Libellé |
| ----------------------- | ----------- | -------- | --- |
| Commune-centre          | Haute-Marne | 1        | Chaumont. |
| Communes de la couronne | Haute-Marne | 109      | Ageville, Aizanville, Ambonville, Andelot-Blancheville, Annéville-la-Prairie, Arc-en-Barrois, Aubepierre-sur-Aube, Autreville-sur-la-Renne, Roches-Bettaincourt, Biesles, Blaisy, Blessonville, Bologne, Bourdons-sur-Rognon, Braux-le-Châtel, Brethenay, Briaucourt, Bricon, Bugnières, Busson, Buxières-lès-Clefmont, Buxières-lès-Villiers, Cerisières, Chantraines, Châteauvillain, Chamarandes-Choignes, Cirey-lès-Mareilles, Cirfontaines-en-Azois, Clinchamp, Condes, Consigny, Coupray, Cour-l'Évêque, Cuves, Dancevoir, Darmannes, Esnouveaux, Euffigneix, Faverolles, Flammerécourt, Forcey, Foulain, Froncles, La Genevroye, Giey-sur-Aujon, Gillancourt, Gudmont-Villiers, Humberville, Jonchery, Juzennecourt, Lachapelle-en-Blaisy, Lamancine, Lanques-sur-Rognon, Latrecey-Ormoy-sur-Aube, Laville-aux-Bois, Lavilleneuve-au-Roi, Leffonds, Longchamp, Louvières, Luzy-sur-Marne, Mandres-la-Côte, Manois, Marac, Mareilles, Marnay-sur-Marne, Mennouveaux, Meures, Millières, Mirbel, Montheries, Montot-sur-Rognon, Neuilly-sur-Suize, Ninville, Nogent, Orges, Ormancey, Ormoy-lès-Sexfontaines, Orquevaux, Oudincourt, Poinson-lès-Nogent, Pont-la-Ville, Poulangy, Rennepont, Reynel, Riaucourt, Richebourg, Rimaucourt, Rochefort-sur-la-Côte, Rochetaillée, Rouvres-sur-Aube, Saint-Loup-sur-Aujon, Sarcey, Semoutiers-Montsaon, Sexfontaines, Signéville, Soncourt-sur-Marne, Ternat, Thivet, Treix, Vaudrémont, Verbiesles, Vesaignes-sur-Marne, Viéville, Vignes-la-Côte, Vignory, Villiers-le-Sec, Villiers-sur-Suize, Vouécourt, Vraincourt. |
| Communes de la couronne | Côte-d'Or   | 2        | Les Goulles, Lignerolles. |

## Démographie
Cette aire est catégorisée dans les aires de 50 000 à moins de 200 000 habitants, une catégorie qui regroupe 18,4 % de la population au niveau national,.